# Melodifestivalen
Le Melodifestivalen (littéralement : « le festival de la chanson ») est une émission musicale organisée par la Sveriges Television (SVT) qui détermine quel artiste ou groupe représentera la Suède au Concours Eurovision de la chanson. Ce concours se déroule chaque année depuis 1959.
Depuis sa création, le Melodifestivalen a permis à la Suède de remporter 7 victoires et de finir 16 fois dans le top 5 au Concours Eurovision de la chanson. Le vainqueur du concours est choisi par un jury depuis sa création. Cependant, depuis 1999, les jurés ont été rejoints par les téléspectateurs lors de la désignation du vainqueur, chacun comptant pour 50 %.
En 2002, le festival, qui consistait jusque-là en une seule émission, a vu l'introduction de plusieurs demi-finales. Depuis, le Melodifestivalen consiste en une tournée de six semaines à travers plusieurs grandes villes de Suède, se terminant chaque année par la grande finale qui se déroule à Stockholm. Depuis l'instauration de ces demi-finales, le concours est devenu l'un des programmes télévisés les plus populaires chaque année en Suède.

## Histoire
La première participation de la Suède au Concours Eurovision de la chanson date de 1958, lors de la troisième édition du concours. Cette année-là, le diffuseur public suédois Sveriges Radio (SR), procède à une sélection interne pour l'artiste, et choisit d'envoyer la chanteuse Alice Babs à Hilversum pour le concours. La chanson est elle sélectionné par un concours remporté par Åke Gerhard et sa chanson Samma stjärna lyser för oss två, qui fut après sa sélection en partie réécrite et renommée en Lilla Stjärna. Pour sa toute première participation, la Suède termine à la 4e place du Concours Eurovision de la chanson 1958.
L'année suivante voit la première apparition du Melodifestivalen, qui se déroule le 29 janvier 1959 au Cirkus de Stockholm. Pour cette première édition, huit chansons sont en lice pour représenter la Suède à l'Eurovision 1959, et quatre jurys venant des villes de Stockholm, Göteborg, Luleå et Malmö ont désigné le vainqueur. Le concours fut remporté par Siw Malmkvist avec sa chanson Augustin. Cependant, à cause des problèmes occasionnés par la sélection tardive d'Alice Babs l'année précédente, la SR décide de sélectionner la chanteuse Brita Borg pour l'Eurovision avant même la finale du Melodifestivalen. La chanteuse Sim Malmkvist sera tout de même récompensée, en étant sélectionnée selon la même méthode pour l'Eurovision 1960.
En 1964, une grève des artistes organisée par le Teaterförbundet, syndicat suédois des professionnels des arts du spectacle, est lancée. Cette grève empêchera la tenue du Melodifestivalen, et de ce fait, la participation du pays à l'Eurovision 1964.
En 1965, afin de mettre l'accent sur la chanson plutôt que sur l'artiste, le chanteur Ingvar Wixell est sélectionné en interne et interprète lors du Melodifestivalen 6 chansons différentes. La sélection est remportée par la chanson Annorstädes vals, qui sera traduite en anglais pour l'Eurovision et rebaptisée Absent Friend. La chanson terminera à la 10e place du concours.

En 1970, le concours est annulé en raison du retrait de la Suède de l'Eurovision afin de protester contre la quadruple victoire à l'issue de l'édition 1969, le pays retourne au concours l'année suivante.

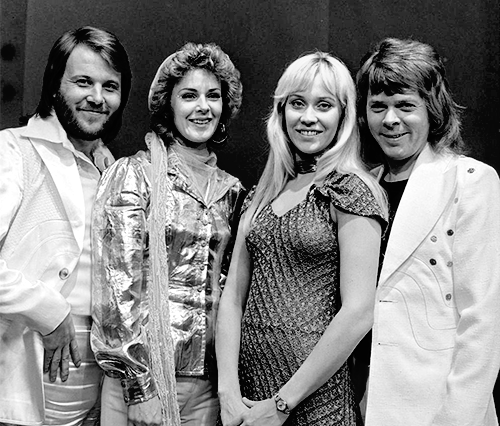
ABBA, groupe gagnant du Melodifestivalen et de l'Eurovision en 1974.

En 1974, le Melodifestivalen voit la victoire du groupe ABBA avec la chanson Waterloo. Interprétée en suédois pendant la sélection nationale, la chanson est traduite en anglais pour l'Eurovision. Le 6 avril 1974, le groupe remporte l'Eurovision, évènement qui marquera le début de leur carrière internationale. C'est alors la première victoire du pays au concours.
En 1976, après l'annonce par la SR qu'elle ne pourrait pas se permettre financièrement d'accueillir le concours si jamais la Suède gagnait à nouveau, le Melodifestivalen est annulé après la protestation de plusieurs groupes politiques de gauche, et le pays se retire de l'Eurovision 1976.
En 1980, l'organisation du Melodifestivalen est transférée de la SR à la nouvellement créée Sveriges Television (SVT), qui se charge alors également de la participation du pays à l'Eurovision.
Entre 1981 et 1998, un système de deux manches fut introduit lors de la finale dans laquelle cinq finalistes sont éliminés de la compétition.
En 2002, le concours, qui consistait jusqu'alors en une seule soirée, voit l'introduction de plusieurs demi-finales. Le nombre de participants du concours augmente alors de 12 à 32 artistes ou groupes, et une tournée est lancée à travers la Suède. La finale, elle, se déroule à la Strawberry Arena de Stockholm depuis 2013.

## Participants

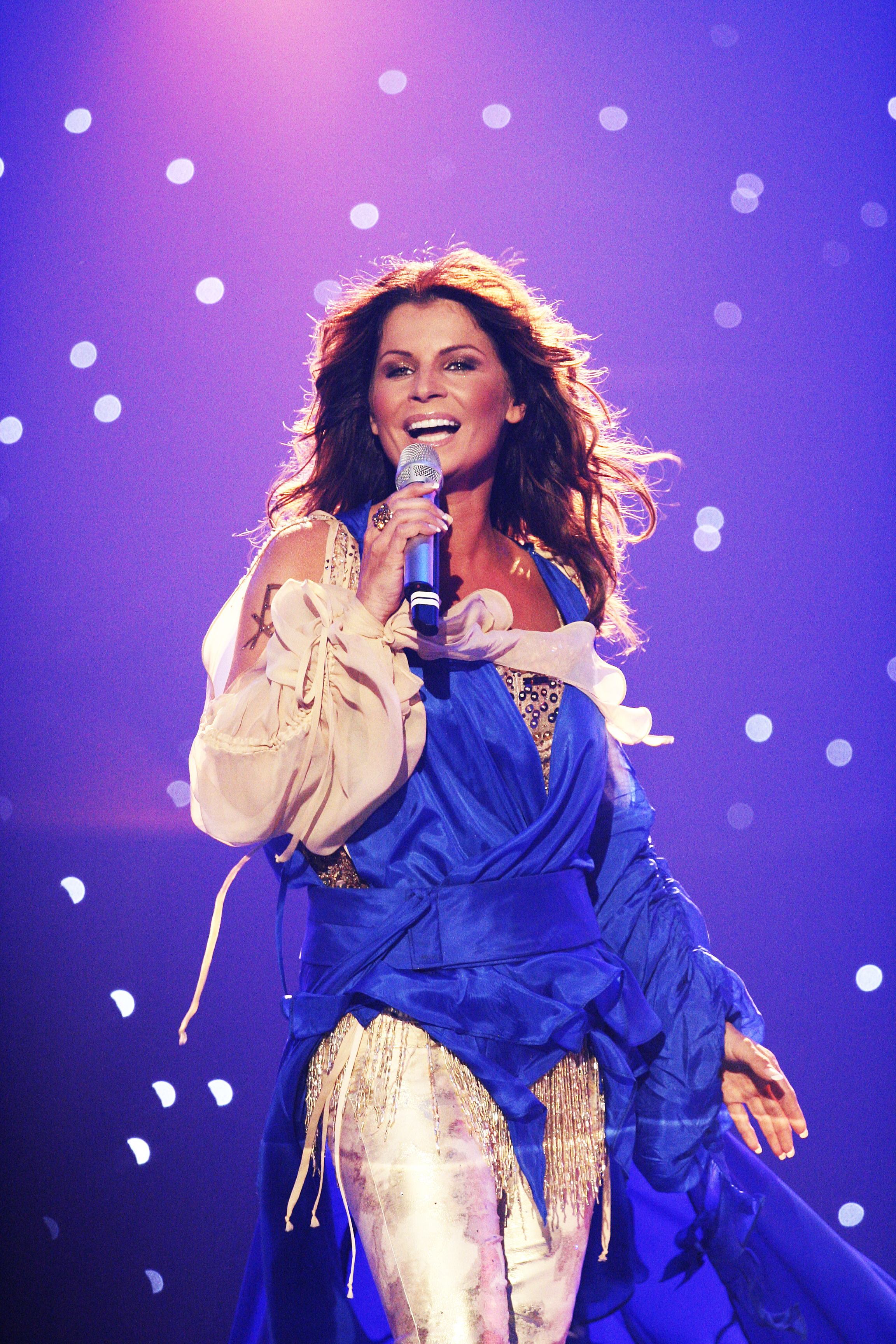
Carola, triple gagnante du Melodifestivalen, en 1983, 1991 et 2006 et gagnante de l'Eurovision 1991.

Depuis sa création, plusieurs centaines d'artistes ont participé au Melodifestivalen. 
Un certain nombre de participants du festival se sont fait connaître en participants d'autres émissions musicales connus dans le pays. Le programme Idol, version suédoise de la Nouvelle Star, a notamment accueilli de nombreux futurs participants du Melodifestivalen dont Loreen, gagnante du Melodifestivalen et de l'Eurovision 2012 et 2023, et Måns Zelmerlöw, gagnant du Melodifestivalen puis de l'Eurovision 2015.
Certains participants devenus aujourd'hui célèbre ont établis leur popularité auprès la population suédoise après plusieurs participations au Melodifestivalen, tel le groupe ABBA qui participe au festival avec la chanson Ring Ring en 1973, et qui gagneront la sélection ainsi que le Concours de l'Eurovision 1974, avec la chanson Waterloo. La chanteuse Carola Häggkvist, très populaire en Suède, a notamment établi sa popularité avec ses trois victoires au Melodifestivalen, en 1983, 1991 et 2006. 

### Vainqueurs et représentants à l'Eurovision

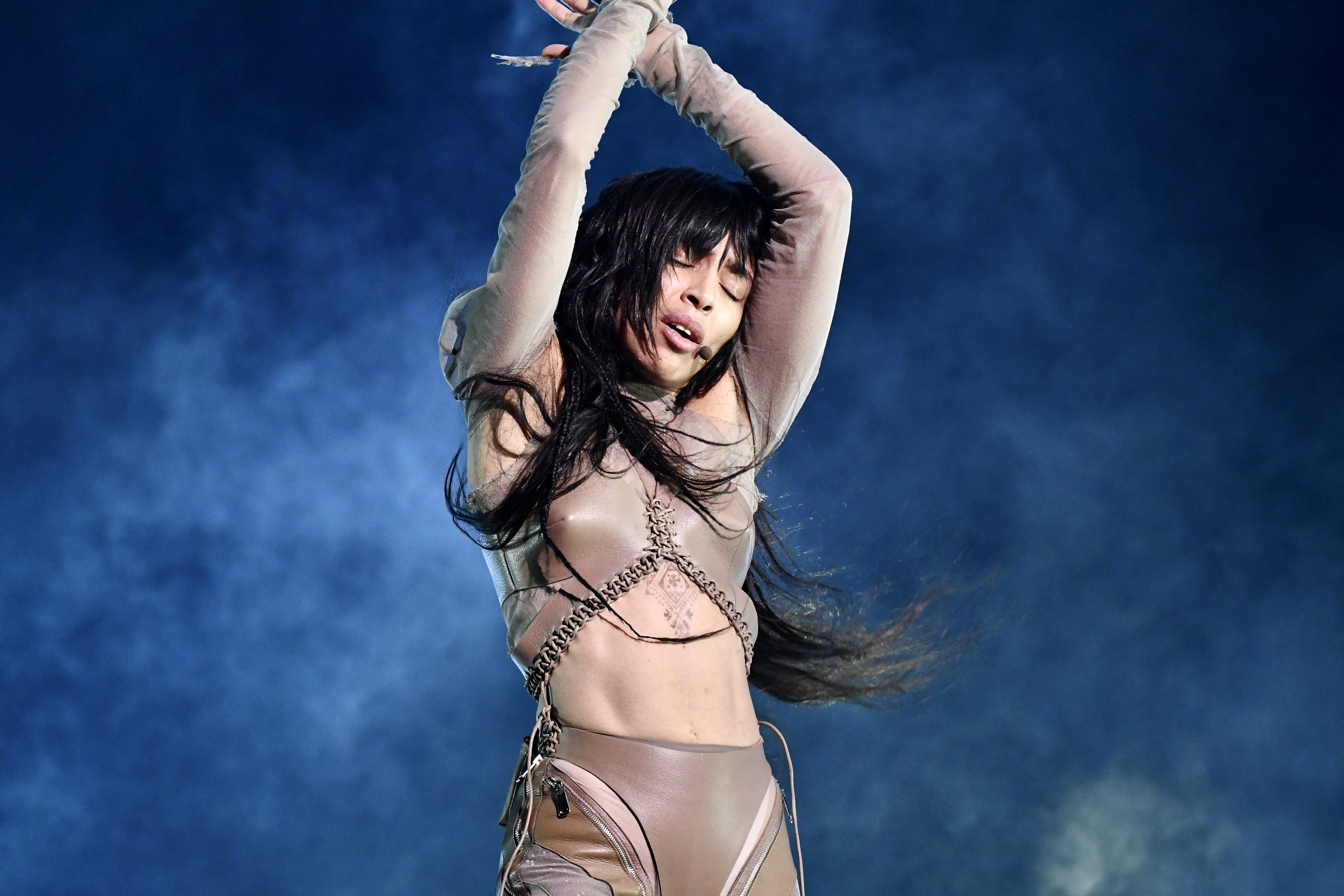
Loreen, double gagnante de l'Eurovision en 2012 et 2023.

À l'exception de leur première participation en 1958, toutes les chansons ayant représenté la Suède à l'Eurovision ont été sélectionnés par l'intermédiaire du Melodifestivalen. Les artistes sélectionnés par le biais du concours ont permis à la Suède de remporter l'Eurovision sept fois : en 1974, 1984, 1991, 1999, 2012, 2015 et 2023. La Suède est ainsi le pays le plus titré du concours, à égalité avec l'Irlande. 
Waterloo, le titre ayant permis au groupe ABBA de remporter l'Eurovision en 1974, a été désigné meilleure chanson du Melodifestivalen en 2005, lors du gala Alla tiders Melodifestival, célébrant le cinquantenaire de l'Eurovision. La même année, le morceau a été élu meilleure chanson de l'Eurovision lors de l'émission spéciale Congratulations : 50 ans du Concours Eurovision de la chanson.
La chanteuse Loreen est la seule artiste ayant remporté deux fois l'Eurovision pour la Suède, avec ses victoires avec Euphoria en 2012, et Tattoo en 2023. C'est également la deuxième personne a obtenir deux victoires au concours (après Johnny Logan et ses victoires en 1980 et 1987), ainsi que la première femme.

### Liste des gagnants

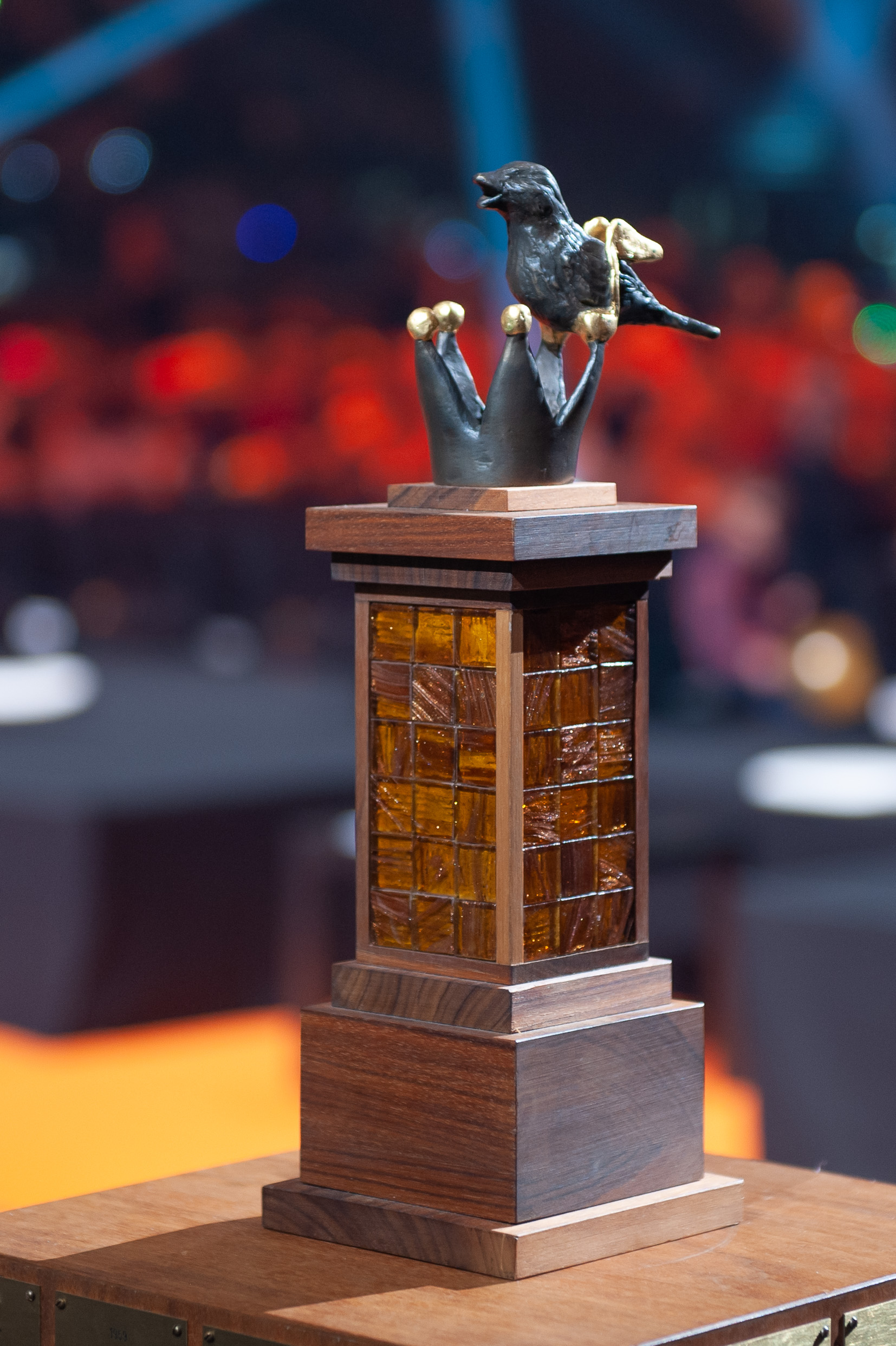
Le Sångfågeln, trophée du Melodifestivalen.

Le tableau ci-dessous liste les chansons gagnantes de toutes les éditions du Melodifestivalen, ainsi que leur résultat à l'issue du concours Eurovision de la chanson.
- Gagnant de l'Eurovision

| Année | Chanson                             | Artiste                             | Position au Concours Eurovision  |
| ----- | ----------------------------------- | ----------------------------------- | -------------------------------- |
| 1959  | Augustin                            | Siw Malmkvist                       | 9e (performé par Brita Borg)     |
| 1960  | Alla andra får varann               | Östen Warnerbring & Inger Berggren  | 10e (performé par Siw Malmkvist) |
| 1961  | April, april                        | Siw Malmkvist & Gunnar Wiklund      | 14e (performé par Lill-Babs)     |
| 1962  | Sol och vår                         | Inger Berggren & Lily Berglund      | 7e                               |
| 1963  | En gång i Stockholm                 | Monica Zetterlund & Carli Tornehave | 13e                              |
| 1965  | Annorstädes vals                    | Ingvar Wixell                       | 10e                              |
| 1966  | Nygammal vals                       | Lill Lindfors & Svante Thuresson    | 2e                               |
| 1967  | Som en dröm                         | Östen Warnerbring                   | 8e                               |
| 1968  | Det börjar verka kärlek, banne mej  | Claes-Göran Hederström              | 5e                               |
| 1969  | Judy, min vän                       | Tommy Körberg                       | 9e                               |
| 1971  | Vita vidder                         | Family Four                         | 6e                               |
| 1972  | Härliga sommardag                   | Family Four                         | 13e                              |
| 1973  | Sommaren som aldrig säger nej       | Nova and The Dolls                  | 5e                               |
| 1974  | Waterloo                            | ABBA                                | 1er                              |
| 1975  | Jennie, Jennie                      | Lars Berghagen                      | 8e                               |
| 1977  | Beatles                             | Forbes                              | 18e                              |
| 1978  | Det blir alltid värre framåt natten | Björn Skifs                         | 14e                              |
| 1979  | Satellit                            | Ted Gärdestad                       | 17e                              |
| 1980  | Just nu!                            | Tomas Ledin                         | 10e                              |
| 1981  | Fångad i en dröm                    | Björn Skifs                         | 10e                              |
| 1982  | Dag efter dag                       | Chips                               | 8e                               |
| 1983  | Främling                            | Carola Häggkvist                    | 3e                               |
| 1984  | Diggi-Loo Diggi-Ley                 | Herreys                             | 1er                              |
| 1985  | Bra vibrationer                     | Kikki Danielsson                    | 3e                               |
| 1986  | E' de' det här du kallar kärlek?    | Lasse Holm & Monica Törnell         | 5e                               |
| 1987  | Fyra bugg och en Coca Cola          | Lotta Engberg                       | 12e                              |
| 1988  | Stad i ljus                         | Tommy Körberg                       | 12e                              |
| 1989  | En dag                              | Tommy Nilsson                       | 4e                               |
| 1990  | Som en vind                         | Edin-Ådahl                          | 16e                              |
| 1991  | Fångad av en stormvind              | Carola Häggkvist                    | 1er                              |
| 1992  | I morgon är en annan dag            | Christer Björkman                   | 22e                              |
| 1993  | Eloise                              | Arvingarna                          | 7e                               |
| 1994  | Stjärnorna                          | Roger Pontare & Marie Bergman       | 13e                              |
| 1995  | Se på mig                           | Jan Johansen                        | 3e                               |
| 1996  | Den vilda                           | One More Time                       | 3e                               |
| 1997  | Bara hon älskar mig                 | Blond                               | 14e                              |
| 1998  | Kärleken är                         | Jill Johnson                        | 10e                              |
| 1999  | Tusen och en natt                   | Charlotte Nilsson                   | 1er                              |
| 2000  | När vindarna viskar mitt namn       | Roger Pontare                       | 7e                               |
| 2001  | Lyssna till ditt hjärta             | Friends                             | 5e                               |
| 2002  | Never Let It Go                     | Afro-Dite                           | 8e                               |
| 2003  | Give Me Your Love                   | Fame                                | 5e                               |
| 2004  | Det gör ont                         | Lena Philipsson                     | 5e                               |
| 2005  | Las Vegas                           | Martin Stenmarck                    | 19e                              |
| 2006  | Evighet                             | Carola                              | 5e                               |
| 2007  | The Worrying Kind                   | The Ark                             | 18e                              |
| 2008  | Hero                                | Charlotte Perrelli                  | 18e                              |
| 2009  | La voix                             | Malena Ernman                       | 21e                              |
| 2010  | This Is My Life                     | Anna Bergendahl                     | 11e en demi-finale               |
| 2011  | Popular                             | Eric Saade                          | 3e                               |
| 2012  | Euphoria                            | Loreen                              | 1er                              |
| 2013  | You                                 | Robin Stjernberg                    | 14e                              |
| 2014  | Undo                                | Sanna Nielsen                       | 3e                               |
| 2015  | Heroes                              | Måns Zelmerlöw                      | 1er                              |
| 2016  | If I Were Sorry                     | Frans                               | 5e                               |
| 2017  | I Can't Go On                       | Robin Bengtsson                     | 5e                               |
| 2018  | Dance You Off                       | Benjamin Ingrosso                   | 7e                               |
| 2019  | Too Late for Love                   | John Lundvik                        | 5e                               |
| 2020  | Move                                | The Mamas                           | Concours annulé                  |
| 2021  | Voices                              | Tusse                               | 14e                              |
| 2022  | Hold Me Closer                      | Cornelia Jakobs                     | 4e                               |
| 2023  | Tattoo                              | Loreen                              | 1er                              |
| 2024  | Unforgettable                       | Marcus & Martinus                   | 9e                               |
| 2025  | Bara bada bastu                     | KAJ                                 | 4e                               |

## Lieux et Dates
| Année                                   | Finale     | Finale              | Finale    | Demi-finale                            | Demi-finale                   | Demi-finale        |
| Année                                   | Dates      | Lieux               | Villes    | Dates                                  | Lieux                         | Villes             |
| --------------------------------------- | ---------- | ------------------- | --------- | -------------------------------------- | ----------------------------- | ------------------ |
| 1959                                    | 29 janvier | Cirkus              | Stockholm | Pas de demi-finale                     | Pas de demi-finale            | Pas de demi-finale |
| 1960                                    | 2 janvier  | Cirkus              | Stockholm | 28 décembre 1959                       | Interne                       | Interne            |
| 1961                                    | 6 février  | Cirkus              | Stockholm | Pas de demi-finale                     | Pas de demi-finale            | Pas de demi-finale |
| 1962                                    | 13 février | Cirkus              | Stockholm | Pas de demi-finale                     | Pas de demi-finale            | Pas de demi-finale |
| 1963                                    | 16 février | Cirkus              | Stockholm | Pas de demi-finale                     | Pas de demi-finale            | Pas de demi-finale |
| Retrait de la Suède au Concours en 1964 |            |                     |           |                                        |                               |                    |
| 1965                                    | 13 février | Cirkus              | Stockholm | Pas de demi-finale                     | Pas de demi-finale            | Pas de demi-finale |
| 1966                                    | 29 janvier | Cirkus              | Stockholm | Pas de demi-finale                     | Pas de demi-finale            | Pas de demi-finale |
| 1967                                    | 24 février | Cirkus              | Stockholm | Pas de demi-finale                     | Pas de demi-finale            | Pas de demi-finale |
| 1968                                    | 9 mars     | Cirkus              | Stockholm | Pas de demi-finale                     | Pas de demi-finale            | Pas de demi-finale |
| 1969                                    | 1er mars   | Cirkus              | Stockholm | Pas de demi-finale                     | Pas de demi-finale            | Pas de demi-finale |
| Retrait de la Suède au Concours en 1970 |            |                     |           |                                        |                               |                    |
| 1971                                    | 27 février | TV-huset            | Stockholm | 23 janvier (1re demi-finale)           | TV-huset                      | Stockholm          |
| 1971                                    | 27 février | TV-huset            | Stockholm | 30 janvier (2e demi-finale)            | TV-huset                      | Stockholm          |
| 1971                                    | 27 février | TV-huset            | Stockholm | 6 février (3e demi-finale)             | TV-huset                      | Stockholm          |
| 1971                                    | 27 février | TV-huset            | Stockholm | 13 février (4e demi-finale)            | TV-huset                      | Stockholm          |
| 1971                                    | 27 février | TV-huset            | Stockholm | 20 février (5e demi-finale)            | TV-huset                      | Stockholm          |
| 1972                                    | 12 février | Cirkus              | Stockholm | Pas de demi-finale                     | Pas de demi-finale            | Pas de demi-finale |
| 1973                                    | 10 février | TV-huset            | Stockholm | Pas de demi-finale                     | Pas de demi-finale            | Pas de demi-finale |
| 1974                                    | 9 février  | TV-huset            | Stockholm | Pas de demi-finale                     | Pas de demi-finale            | Pas de demi-finale |
| 1975                                    | 15 février | Radio- och TV-huset | Göteborg  | Pas de demi-finale                     | Pas de demi-finale            | Pas de demi-finale |
| Retrait de la Suède au Concours en 1976 |            |                     |           |                                        |                               |                    |
| 1977                                    | 26 février | Cirkus              | Stockholm | Pas de demi-finale                     | Pas de demi-finale            | Pas de demi-finale |
| 1978                                    | 11 février | Cirkus              | Stockholm | Pas de demi-finale                     | Pas de demi-finale            | Pas de demi-finale |
| 1979                                    | 17 février | Cirkus              | Stockholm | Pas de demi-finale                     | Pas de demi-finale            | Pas de demi-finale |
| 1980                                    | 8 mars     | TV-huset            | Stockholm | Pas de demi-finale                     | Pas de demi-finale            | Pas de demi-finale |
| 1981                                    | 21 février | Cirkus              | Stockholm | Pas de demi-finale                     | Pas de demi-finale            | Pas de demi-finale |
| 1982                                    | 27 février | Lisebergshallen     | Göteborg  | Pas de demi-finale                     | Pas de demi-finale            | Pas de demi-finale |
| 1983                                    | 26 février | Palladium           | Malmö     | Pas de demi-finale                     | Pas de demi-finale            | Pas de demi-finale |
| 1984                                    | 25 février | Lisebergshallen     | Göteborg  | Pas de demi-finale                     | Pas de demi-finale            | Pas de demi-finale |
| 1985                                    | 2 mars     | TV-huset            | Malmö     | Pas de demi-finale                     | Pas de demi-finale            | Pas de demi-finale |
| 1986                                    | 22 mars    | Cirkus              | Stockholm | Pas de demi-finale                     | Pas de demi-finale            | Pas de demi-finale |
| 1987                                    | 21 février | Lisebergshallen     | Göteborg  | Pas de demi-finale                     | Pas de demi-finale            | Pas de demi-finale |
| 1988                                    | 27 février | Malmö Opera         | Malmö     | Pas de demi-finale                     | Pas de demi-finale            | Pas de demi-finale |
| 1989                                    | 11 mars    | Globen              | Stockholm | Pas de demi-finale                     | Pas de demi-finale            | Pas de demi-finale |
| 1990                                    | 9 mars     | Rondo               | Göteborg  | Pas de demi-finale                     | Pas de demi-finale            | Pas de demi-finale |
| 1991                                    | 22 mars    | Malmö musikteater   | Malmö     | Pas de demi-finale                     | Pas de demi-finale            | Pas de demi-finale |
| 1992                                    | 14 mars    | Cirkus              | Stockholm | Pas de demi-finale                     | Pas de demi-finale            | Pas de demi-finale |
| 1993                                    | 5 mars     | Lisebergshallen     | Göteborg  | Pas de demi-finale                     | Pas de demi-finale            | Pas de demi-finale |
| 1994                                    | 12 mars    | TV-huset            | Stockholm | Pas de demi-finale                     | Pas de demi-finale            | Pas de demi-finale |
| 1995                                    | 24 février | Malmö musikteater   | Malmö     | Pas de demi-finale                     | Pas de demi-finale            | Pas de demi-finale |
| 1996                                    | 24 février | Victoriahallen      | Stockholm | Pas de demi-finale                     | Pas de demi-finale            | Pas de demi-finale |
| 1997                                    | 8 mars     | Eriksbergshallen    | Göteborg  | Pas de demi-finale                     | Pas de demi-finale            | Pas de demi-finale |
| 1998                                    | 14 mars    | Malmö musikteater   | Malmö     | Pas de demi-finale                     | Pas de demi-finale            | Pas de demi-finale |
| 1999                                    | 24 février | Stockholmsmässan    | Stockholm | Pas de demi-finale                     | Pas de demi-finale            | Pas de demi-finale |
| 2000                                    | 10 mars    | Göteborgsoperan     | Göteborg  | Pas de demi-finale                     | Pas de demi-finale            | Pas de demi-finale |
| 2001                                    | 23 février | Malmö musikteater   | Malmö     | Pas de demi-finale                     | Pas de demi-finale            | Pas de demi-finale |
| 2002                                    | 1er mars   | Ericsson Globe      | Stockholm | 19 janvier (1re demi-finale)           | Tipshallen                    | Växjö              |
| 2002                                    | 1er mars   | Ericsson Globe      | Stockholm | 26 janvier (2e demi-finale)            | Himmelstallundshallen         | Norrköping         |
| 2002                                    | 1er mars   | Ericsson Globe      | Stockholm | 2 février (3e demi-finale)             | Nordichallen                  | Sundsvall          |
| 2002                                    | 1er mars   | Ericsson Globe      | Stockholm | 8 février (4e demi-finale)             | Lugnet                        | Falun              |
| 2002                                    | 1er mars   | Ericsson Globe      | Stockholm | 22 février (Choix des vainqueurs)      | Stockholm                     | Stockholm          |
| 2003                                    | 15 mars    | Ericsson Globe      | Stockholm | 15 février (1re demi-finale)           | Tipshallen                    | Jönköping          |
| 2003                                    | 15 mars    | Ericsson Globe      | Stockholm | 22 février (2e demi-finale)            | Scandinavium                  | Göteborg           |
| 2003                                    | 15 mars    | Ericsson Globe      | Stockholm | 1er mars (3e demi-finale)              | Arcushallen                   | Luleå              |
| 2003                                    | 15 mars    | Ericsson Globe      | Stockholm | 8 mars (4e demi-finale)                | Nordichallen                  | Sundsvall          |
| 2003                                    | 15 mars    | Ericsson Globe      | Stockholm | 9 mars (Choix des téléspectateurs)     | TV-huset                      | Stockholm          |
| 2004                                    | 20 mars    | Ericsson Globe      | Stockholm | 21 février (1re demi-finale)           | Löfbergs Lila                 | Karlstad           |
| 2004                                    | 20 mars    | Ericsson Globe      | Stockholm | 28 février (2e demi-finale)            | Scandinavium                  | Göteborg           |
| 2004                                    | 20 mars    | Ericsson Globe      | Stockholm | 6 mars (3e demi-finale)                | Umeå Arena                    | Umeå               |
| 2004                                    | 20 mars    | Ericsson Globe      | Stockholm | 13 mars (4e demi-finale)               | Malmömässan                   | Malmö              |
| 2004                                    | 20 mars    | Ericsson Globe      | Stockholm | 14 mars (Seconde Chance)               | Hotel Rival                   | Stockholm          |
| 2005                                    | 12 mars    | Ericsson Globe      | Stockholm | 12 février (1re demi-finale)           | Scandinavium                  | Göteborg           |
| 2005                                    | 12 mars    | Ericsson Globe      | Stockholm | 19 février (2e demi-finale)            | Cloetta Center                | Linköping          |
| 2005                                    | 12 mars    | Ericsson Globe      | Stockholm | 26 février (3e demi-finale)            | Skellefteå Kraft Arena        | Skellefteå         |
| 2005                                    | 12 mars    | Ericsson Globe      | Stockholm | 5 mars (4e demi-finale)                | Växjö Tipshall                | Växjö              |
| 2005                                    | 12 mars    | Ericsson Globe      | Stockholm | 6 mars (Seconde Chance)                | Berns                         | Stockholm          |
| 2006                                    | 18 mars    | Ericsson Globe      | Stockholm | 18 février (1re demi-finale)           | Ejendals Arena                | Leksand            |
| 2006                                    | 18 mars    | Ericsson Globe      | Stockholm | 25 février (2e demi-finale)            | Löfbergs Lila Arena           | Karlstad           |
| 2006                                    | 18 mars    | Ericsson Globe      | Stockholm | 4 mars (3e demi-finale)                | Arena Rosenholm               | Karlskrona         |
| 2006                                    | 18 mars    | Ericsson Globe      | Stockholm | 11 mars (4e demi-finale)               | Scandinavium                  | Göteborg           |
| 2006                                    | 18 mars    | Ericsson Globe      | Stockholm | 12 mars (Seconde Chance)               | Berns                         | Stockholm          |
| 2007                                    | 10 mars    | Ericsson Globe      | Stockholm | 3 février (1re demi-finale)            | Kinnarps arena                | Jönköping          |
| 2007                                    | 10 mars    | Ericsson Globe      | Stockholm | 10 février (2e demi-finale)            | Scandinavium                  | Göteborg           |
| 2007                                    | 10 mars    | Ericsson Globe      | Stockholm | 17 février (3e demi-finale)            | Swedbank Arena                | Örnsköldsvik       |
| 2007                                    | 10 mars    | Ericsson Globe      | Stockholm | 24 février (4e demi-finale)            | Läkerol Arena                 | Gäule              |
| 2007                                    | 10 mars    | Ericsson Globe      | Stockholm | 3 mars (Seconde Chance)                | Rosvalla Eventcenter          | Nyköping           |
| 2008                                    | 15 mars    | Ericsson Globe      | Stockholm | 9 février (1re demi-finale)            | Scandinavium                  | Göteborg           |
| 2008                                    | 15 mars    | Ericsson Globe      | Stockholm | 16 février (2e demi-finale)            | ABB Arena Syd                 | Västerås           |
| 2008                                    | 15 mars    | Ericsson Globe      | Stockholm | 23 février (3e demi-finale)            | Cloetta Center                | Linköping          |
| 2008                                    | 15 mars    | Ericsson Globe      | Stockholm | 1er mars (4e demi-finale)              | Telenor Arena Karlskrona      | Karlskrona         |
| 2008                                    | 15 mars    | Ericsson Globe      | Stockholm | 8 mars (Seconde Chance)                | Arena Arctica                 | Kiruna             |
| 2009                                    | 14 mars    | Ericsson Globe      | Stockholm | 7 février (1re demi-finale)            | Scandinavium                  | Göteborg           |
| 2009                                    | 14 mars    | Ericsson Globe      | Stockholm | 14 février (2e demi-finale)            | Skellfteå Kraft Arena         | Skellefteå         |
| 2009                                    | 14 mars    | Ericsson Globe      | Stockholm | 21 février (3e demi-finale)            | Ejendals Arena                | Leksand            |
| 2009                                    | 14 mars    | Ericsson Globe      | Stockholm | 28 février (4e demi-finale)            | Malmö Arena                   | Malmö              |
| 2009                                    | 14 mars    | Ericsson Globe      | Stockholm | 7 mars (Seconde Chance)                | Himmelstalundshallen          | Norrköping         |
| 2010                                    | 13 mars    | Ericsson Globe      | Stockholm | 6 février (1re demi-finale)            | Fjällräven Center             | Örnsköldsvik       |
| 2010                                    | 13 mars    | Ericsson Globe      | Stockholm | 13 février (2e demi-finale)            | Göransson Arena               | Sandviken          |
| 2010                                    | 13 mars    | Ericsson Globe      | Stockholm | 20 février (3e demi-finale)            | Scandinavium                  | Göteborg           |
| 2010                                    | 13 mars    | Ericsson Globe      | Stockholm | 27 février (4e demi-finale)            | Malmö Arena                   | Malmö              |
| 2010                                    | 13 mars    | Ericsson Globe      | Stockholm | 6 mars (Seconde Chance)                | Conventum Arena               | Örebro             |
| 2011                                    | 12 mars    | Ericsson Globe      | Stockholm | 5 février (1re demi-finale)            | Coop Norrbotten Arena         | Luleå              |
| 2011                                    | 12 mars    | Ericsson Globe      | Stockholm | 12 février (2e demi-finale)            | Scandinavium                  | Göteborg           |
| 2011                                    | 12 mars    | Ericsson Globe      | Stockholm | 19 février (3e demi-finale)            | Cloetta Center                | Linköping          |
| 2011                                    | 12 mars    | Ericsson Globe      | Stockholm | 26 février (4e demi-finale)            | Malmö Arena                   | Malmö              |
| 2011                                    | 12 mars    | Ericsson Globe      | Stockholm | 5 mars (Seconde Chance)                | Nordichallen                  | Sundsvall          |
| 2012                                    | 10 mars    | Ericsson Globe      | Stockholm | 4 février (1re demi-finale)            | VIDA Arena                    | Växjö              |
| 2012                                    | 10 mars    | Ericsson Globe      | Stockholm | 11 février (2e demi-finale)            | Scandinavium                  | Göteborg           |
| 2012                                    | 10 mars    | Ericsson Globe      | Stockholm | 18 février (3e demi-finale)            | Tegera Arena                  | Leksand            |
| 2012                                    | 10 mars    | Ericsson Globe      | Stockholm | 25 février (4e demi-finale)            | Malmö Arena                   | Malmö              |
| 2012                                    | 10 mars    | Ericsson Globe      | Stockholm | 3 mars (Seconde Chance)                | Rosvella Nyköping Eventcenter | Nyköping           |
| 2013                                    | 9 mars     | Strawberry Arena    | Stockholm | 2 février (1re demi-finale)            | Telenor Arena                 | Karlskrona         |
| 2013                                    | 9 mars     | Strawberry Arena    | Stockholm | 9 février (2e demi-finale)             | Scandinavium                  | Göteborg           |
| 2013                                    | 9 mars     | Strawberry Arena    | Stockholm | 16 février (3e demi-finale)            | Skellfteå Kraft Arena         | Skellefteå         |
| 2013                                    | 9 mars     | Strawberry Arena    | Stockholm | 23 février (4e demi-finale)            | Malmö Arena                   | Malmö              |
| 2013                                    | 9 mars     | Strawberry Arena    | Stockholm | 2 mars (Seconde Chance)                | Löfbergs Lila Arena           | Karlstad           |
| 2014                                    | 8 mars     | Strawberry Arena    | Stockholm | 1er février (1re demi-finale)          | Malmö Arena                   | Malmö              |
| 2014                                    | 8 mars     | Strawberry Arena    | Stockholm | 8 février (2e demi-finale)             | Cloetta Center                | Linköping          |
| 2014                                    | 8 mars     | Strawberry Arena    | Stockholm | 15 février (3e demi-finale)            | Scandinavium                  | Göteborg           |
| 2014                                    | 8 mars     | Strawberry Arena    | Stockholm | 22 février (4e demi-finale)            | Fjällräven Center             | Örnsköldsvik       |
| 2014                                    | 8 mars     | Strawberry Arena    | Stockholm | 1er mars (Seconde Chance)              | Sparbanken Lindköping Arena   | Lindköping         |
| 2015                                    | 14 mars    | Strawberry Arena    | Stockholm | 7 février (1re demi-finale)            | Scandinavium                  | Göteborg           |
| 2015                                    | 14 mars    | Strawberry Arena    | Stockholm | 14 février (2e demi-finale)            | Malmö Arena                   | Malmö              |
| 2015                                    | 14 mars    | Strawberry Arena    | Stockholm | 21 février (3e demi-finale)            | Östersund Arena               | Östersund          |
| 2015                                    | 14 mars    | Strawberry Arena    | Stockholm | 28 février (4e demi-finale)            | Conventum Arena               | Örebro             |
| 2015                                    | 14 mars    | Strawberry Arena    | Stockholm | 7 mars (Seconde Chance)                | Helsingborg Arena             | Helsingborg        |
| 2016                                    | 12 mars    | Strawberry Arena    | Stockholm | 6 février (1re demi-finale)            | Scandinavium                  | Göteborg           |
| 2016                                    | 12 mars    | Strawberry Arena    | Stockholm | 13 février (2e demi-finale)            | Malmö Arena                   | Malmö              |
| 2016                                    | 12 mars    | Strawberry Arena    | Stockholm | 20 février (3e demi-finale)            | Himmelstalundshallen          | Norrköping         |
| 2016                                    | 12 mars    | Strawberry Arena    | Stockholm | 27 février (4e demi-finale)            | Gavlerinken Arena             | Gävle              |
| 2016                                    | 12 mars    | Strawberry Arena    | Stockholm | 5 mars (Seconde Chance)                | Halmstad Arena                | Halmstad           |
| 2017                                    | 11 mars    | Strawberry Arena    | Stockholm | 4 février (1re demi-finale)            | Scandinavium                  | Göteborg           |
| 2017                                    | 11 mars    | Strawberry Arena    | Stockholm | 11 février (2e demi-finale)            | Malmö Arena                   | Malmö              |
| 2017                                    | 11 mars    | Strawberry Arena    | Stockholm | 18 février (3e demi-finale)            | VIDA Arena                    | Växjö              |
| 2017                                    | 11 mars    | Strawberry Arena    | Stockholm | 25 février (4e demi-finale)            | Skellfteå Kraft Arena         | Skellefteå         |
| 2017                                    | 11 mars    | Strawberry Arena    | Stockholm | 4 mars (Seconde Chance)                | SAAB Arena                    | Linköping          |
| 2018                                    | 10 mars    | Strawberry Arena    | Stockholm | 3 février (1re demi-finale)            | Löfbergs Arena                | Karlstad           |
| 2018                                    | 10 mars    | Strawberry Arena    | Stockholm | 10 février (2e demi-finale)            | Scandinavium                  | Göteborg           |
| 2018                                    | 10 mars    | Strawberry Arena    | Stockholm | 17 février (3e demi-finale)            | Malmö Arena                   | Malmö              |
| 2018                                    | 10 mars    | Strawberry Arena    | Stockholm | 24 février (4e demi-finale)            | Fjällräven Center             | Örnsköldsvik       |
| 2018                                    | 10 mars    | Strawberry Arena    | Stockholm | 3 mars (Seconde Chance)                | Kristianstad Arena            | Kristianstad       |
| 2019                                    | 9 mars     | Strawberry Arena    | Stockholm | 2 février (1re demi-finale)            | Scandinavium                  | Göteborg           |
| 2019                                    | 9 mars     | Strawberry Arena    | Stockholm | 9 février (2e demi-finale)             | Malmö Arena                   | Malmö              |
| 2019                                    | 9 mars     | Strawberry Arena    | Stockholm | 16 février (3e demi-finale)            | Tegera Arena                  | Leksand            |
| 2019                                    | 9 mars     | Strawberry Arena    | Stockholm | 23 février (4e demi-finale)            | Sparbanken Arena              | Lidköping          |
| 2019                                    | 9 mars     | Strawberry Arena    | Stockholm | 2 mars (Seconde Chance)                | Nyköpings Arena               | Nyköping           |
| 2020                                    | 7 mars     | Strawberry Arena    | Stockholm | 1er février (1re demi-finale)          | Saab Arena                    | Linköping          |
| 2020                                    | 7 mars     | Strawberry Arena    | Stockholm | 8 février (2e demi-finale)             | Scandinavium                  | Göteborg           |
| 2020                                    | 7 mars     | Strawberry Arena    | Stockholm | 15 février (3e demi-finale)            | Coop Norrbotten Arena         | Luleå              |
| 2020                                    | 7 mars     | Strawberry Arena    | Stockholm | 22 février (4e demi-finale)            | Malmö Arena                   | Malmö              |
| 2020                                    | 7 mars     | Strawberry Arena    | Stockholm | 29 février (Seconde Chance)            | Stiga Sports Arena            | Eskilstuna         |
| 2021                                    | 13 mars    | Annexet             | Stockholm | 6 février (1re demi-finale)            | Annexet                       | Stockholm          |
| 2021                                    | 13 mars    | Annexet             | Stockholm | 13 février (2e demi-finale)            | Annexet                       | Stockholm          |
| 2021                                    | 13 mars    | Annexet             | Stockholm | 20 février (3e demi-finale)            | Annexet                       | Stockholm          |
| 2021                                    | 13 mars    | Annexet             | Stockholm | 27 février (4e demi-finale)            | Annexet                       | Stockholm          |
| 2021                                    | 13 mars    | Annexet             | Stockholm | 6 mars (Seconde Chance)                | Annexet                       | Stockholm          |
| 2022                                    | 12 mars    | Strawberry Arena    | Stockholm | 5 février (1re demi-finale)            | Avicii Arena                  | Stockholm          |
| 2022                                    | 12 mars    | Strawberry Arena    | Stockholm | 12 février (2e demi-finale)            | Avicii Arena                  | Stockholm          |
| 2022                                    | 12 mars    | Strawberry Arena    | Stockholm | 19 février (3e demi-finale)            | Avicii Arena                  | Stockholm          |
| 2022                                    | 12 mars    | Strawberry Arena    | Stockholm | 23 février (4e demi-finale)            | Friends Arena                 | Stockholm          |
| 2022                                    | 12 mars    | Strawberry Arena    | Stockholm | 2 mars (Seconde Chance)                | Friends Arena                 | Stockholm          |
| 2023                                    | 11 mars    | Strawberry Arena    | Stockholm | 4 février (1re demi-finale)            | Scandinavium                  | Göteborg           |
| 2023                                    | 11 mars    | Strawberry Arena    | Stockholm | 11 février (2e demi-finale)            | Saab Arena                    | Linköping          |
| 2023                                    | 11 mars    | Strawberry Arena    | Stockholm | 18 février (3e demi-finale)            | Sparbanken Arena              | Lidköping          |
| 2023                                    | 11 mars    | Strawberry Arena    | Stockholm | 25 février (4e demi-finale)            | Malmö Arena                   | Malmö              |
| 2023                                    | 11 mars    | Strawberry Arena    | Stockholm | 4 mars (Seconde Chance)                | Hägglunds Arena               | Örnsköldsvik       |
| 2024                                    | 9 mars     | Strawberry Arena    | Stockholm | 3 février (1re demi-finale)            | Malmö Arena                   | Malmö              |
| 2024                                    | 9 mars     | Strawberry Arena    | Stockholm | 10 février (2e demi-finale)            | Scandinavium                  | Göteborg           |
| 2024                                    | 9 mars     | Strawberry Arena    | Stockholm | 17 février (3e demi-finale)            | Vida Arena                    | Växjö              |
| 2024                                    | 9 mars     | Strawberry Arena    | Stockholm | 24 février (4e demi-finale)            | Volvo CE Arena                | Eskilstuna         |
| 2024                                    | 9 mars     | Strawberry Arena    | Stockholm | 2 mars (5e demi-finale et repêchage)   | Löfbergs Arena                | Karlstad           |
| 2025                                    | 8 mars     | Strawberry Arena    | Stockholm | 1er février (1re demi-finale)          | Coop Norrbotten Arena         | Luleå              |
| 2025                                    | 8 mars     | Strawberry Arena    | Stockholm | 8 février (2e demi-finale)             | Scandinavium                  | Göteborg           |
| 2025                                    | 8 mars     | Strawberry Arena    | Stockholm | 15 février (3e demi-finale)            | ABB Arena                     | Västerås           |
| 2025                                    | 8 mars     | Strawberry Arena    | Stockholm | 22 février (4e demi-finale)            | Malmö Arena                   | Malmö              |
| 2025                                    | 8 mars     | Strawberry Arena    | Stockholm | 1er mars (5e demi-finale et repêchage) | Husqvarna Garden              | Jönköping          |

Précision : les noms des lieux sont en suédois

### Finale: Stockholm (depuis 2002)

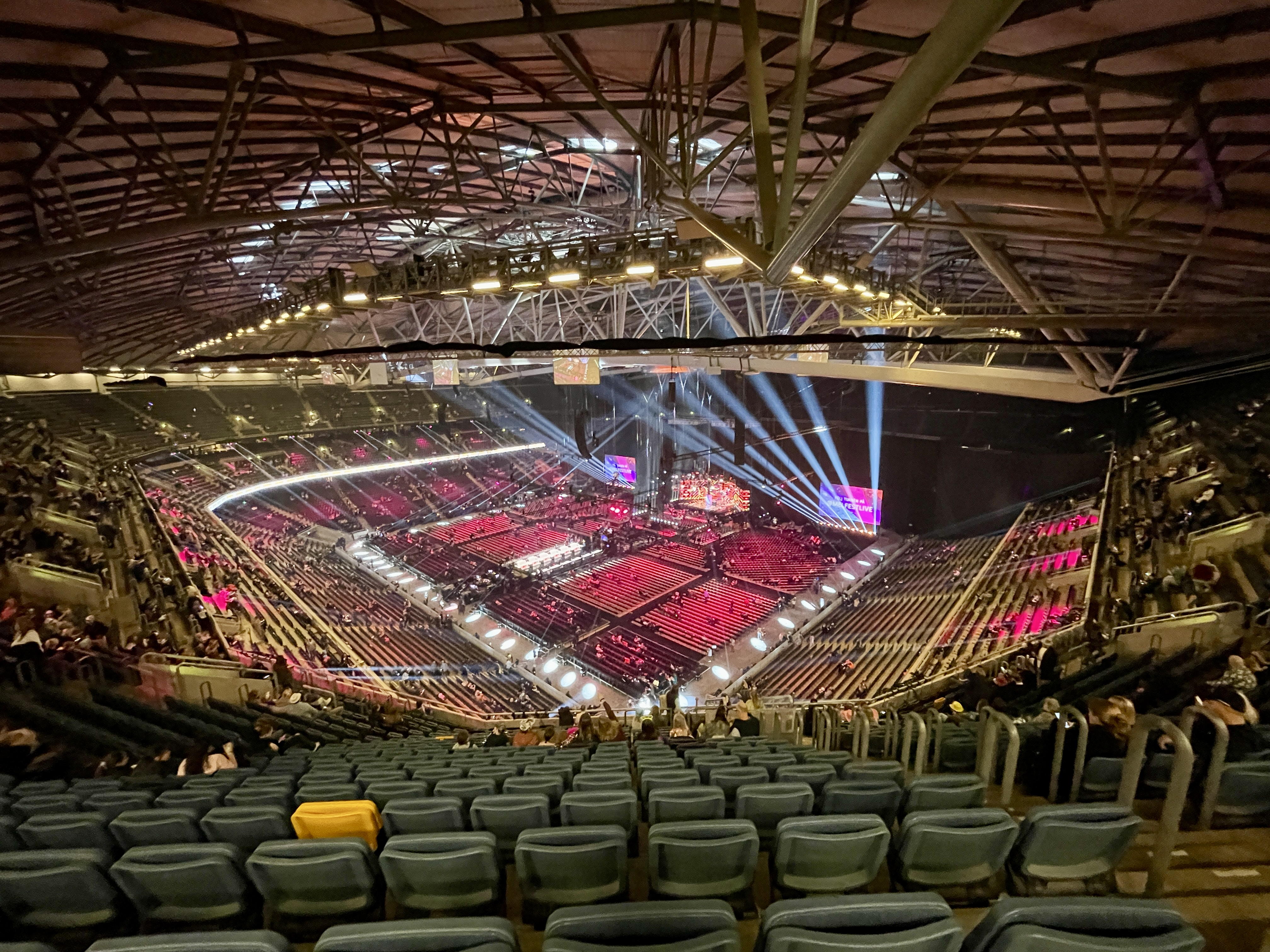
Vue globale de la Strawberry Arena lors de la finale du Melodifestivalen 2025.

Depuis l'introduction des demi-finales en 2002, toutes les finales du Melodifestivalen se déroulent dans la capitale suédoise. C'est tout d'abord le Globen de Stockholm, d'une capacité de près de 16 000 places, qui est choisi pour accueillir la finale du concours chaque année, et ce jusqu'en 2012.
En 2013, la Strawberry Arena de Solna, stade couvert accueillant notamment les matchs de l'équipe nationale de football suédoise, est choisie pour accueillir la finale en raison de sa grande capacité d'accueil. Malgré ses 27 000 places, la répétition générale et la finale ont lieu à guichet fermé, incitant les organisateurs à réutiliser la Strawberry Arena en 2014. Depuis, la finale s'y déroule tous les ans, exception faite de l'édition 2021, qui se déroule en intégralité à l'Annexet, en raison de la pandémie de Covid-19.

## Présentateurs
Voici la liste des présentateurs par éditions :
| Année | Présentateur                                                           |
| ----- | ---------------------------------------------------------------------- |
| 1959  | Thore Ehrling                                                          |
| 1960  | Jeannette von Heidenstam                                               |
| 1961  | Jeannette von Heidenstam                                               |
| 1962  | Bengt Friedreich                                                       |
| 1963  | Sven Lindahl                                                           |
| 1965  | Birgitta Sandstedt                                                     |
| 1966  | Sven Lindahl                                                           |
| 1967  | Maud Husberg                                                           |
| 1968  | Magnus Banck                                                           |
| 1969  | Pekka Langer                                                           |
| 1971  | Lennart Hyland                                                         |
| 1972  | Gunilla Marcus                                                         |
| 1973  | Alicia Lundberg                                                        |
| 1974  | Johan Sandström                                                        |
| 1975  | Karin Falck                                                            |
| 1977  | Ulf Elfving                                                            |
| 1978  | Ulf Elfving                                                            |
| 1979  | Ulf Elfving                                                            |
| 1980  | Bengt Bedrup                                                           |
| 1981  | Janne Loffe Carlsson                                                   |
| 1982  | Friedrik Belfrage                                                      |
| 1983  | Bibi Johns                                                             |
| 1884  | Friedrik Belfrage                                                      |
| 1985  | Eva Andersson                                                          |
| 1986  | Lennart Swaht et Tommy Engstrand                                       |
| 1987  | Friedrik Belfrage                                                      |
| 1988  | Bengt Grafström                                                        |
| 1989  | Yvonne Ryding Bergqvist et John Chrispinsson                           |
| 1990  | Carin Hjulström                                                        |
| 1991  | Harald Treutiger                                                       |
| 1992  | Adde Malmberg et Claes Malmberg                                        |
| 1993  | Triple & Touch                                                         |
| 2006  | Demi-finales et Finale : Lena Philipsson                               |
| 2006  | Seconde chance : Carin Hjulström-Livh & Henrik Johnsson                |
| 2007  | Kristian Luuk                                                          |
| 2008  | Kristian Luuk, Björn Gustafsson & Nour El-Refai                        |
| 2009  | Petra Mede                                                             |
| 2010  | Måns Zelmerlöw, Christine Meltzer & Dolph Lundgren                     |
| 2011  | Marie Serneholt & Rickard Olsson                                       |
| 2012  | Sarah Dawn Finer, Gina Dirawi & Helena Bergström                       |
| 2013  | Gina Dirawi & Danny Saucedo                                            |
| 2014  | Nour El-Refai, Anders Jansson                                          |
| 2015  | Sanna Nielsen & Robin Paulsson                                         |
| 2016  | 1re demi-finale : Gina Dirawi et Petra Mede                            |
| 2016  | 2e demi-finale : Gina Dirawi et Charlotte Perrelli                     |
| 2016  | 3e demi-finale : Gina Dirawi et Henrik Schyffert                       |
| 2016  | 4e demi-finale : Gina Dirawi et Sarah Dawn Finer                       |
| 2016  | Seconde chance : Gina Dirawi, Ola Sali et Peter Jöback                 |
| 2016  | Finale : Gina Dirawi et William Spetz                                  |
| 2017  | Clara Henry, David Lindgren et Hasse Andersson                         |
| 2018  | David Lindgren                                                         |
| 2019  | Marika Carlsson, Kodjo Akolor, Sarah Dawn Finer et Eric Saade          |
| 2020  | Lina Hedlund, David Sundin et Linnea Henriksson                        |
| 2021  | 1re demi-finale : Christer Björkman et Lena Philipsson                 |
| 2021  | 2e demi-finale : Christer Björkman, Oscar Zia et Anis Don Demina       |
| 2021  | 3e demi-finale : Christer Björkman et Jason Diakité                    |
| 2021  | 4e demi-finale : Christer Björkman, Per Andersson et Pernilla Wahlgren |
| 2021  | Seconde chance : Christer Björkman et Shirley Clamp                    |
| 2021  | Finale : Christer Björkman, Shima Niavarani et Måns Zelmerlöw          |
| 2022  | Oscar Zia et Farah Abadi                                               |
| 2023  | Farah Abadi et Jesper Rönndahl                                         |
| 2024  | Carina Berg                                                            |
| 2025  | Keyyo et Edvin Törnblom                                                |

### Nombres d’éditions par présentateurs
| Nombres Éditions | Presentateur             | Année            |
| ---------------- | ------------------------ | ---------------- |
| 3                | Ulf Elfving              | 1977, 1978, 1979 |
| 3                | Fredrik Belfrage         | 1982, 1984, 1987 |
| 3                | Gina Dirawi              | 2012, 2013, 2016 |
| 3                | Sarah Dawn Finer         | 2012, 2016, 2019 |
| 2                | Jeannette von Heidenstam | 1960, 1961       |
| 2                | Sven Lindahl             | 1963, 1966       |
| 2                | Lena Philipsson          | 2000, 2006       |
| 2                | Kristian Luuk            | 2007, 2008       |
| 2                | Petra Mede               | 2009, 2016       |
| 2                | David Lindgren           | 2017, 2018       |
| 2                | Måns Zelmerlöw           | 2010, 2021       |
| 2                | Oscar Zia                | 2021, 2022       |
| 2                | Farah Abadi              | 2022, 2023       |

### Les participants duMelodifestivalenqui a présenté leMelodifestivalen par la suite
| Année(s)         | Présentateur       |
| ---------------- | ------------------ |
| 2012, 2016, 2019 | Sarah Dawn Finer   |
| 2017, 2018       | David Lindgren     |
| 2015             | Sanna Nielsen      |
| 2010, 2021       | Måns Zelmerlöw     |
| 2013             | Danny Saucedo      |
| 2000, 2006       | Lena Philipsson    |
| 2000             | Carola Haggkvist   |
| 2004             | Charlotte Perrelli |
| 2019             | Eric Saade         |
| 2021             | Anis Don Demina    |

### Les présentateurs ou participants duMelodifestivalenqui ont présenté l'Eurovision
| Présenteurs ou Participent | Année de participation ou de présentation du Melodifestivalen | Année de présentation de l'Eurovision  |
| -------------------------- | ------------------------------------------------------------- | -------------------------------------- |
| Lill Lindfors              | Participe en tant que candidat : 1977                         | Concours Eurovision de la chanson 1985 |
| Harald Treutiger           | Participe en tant que hôte : 1991                             | Concours Eurovision de la chanson 1992 |
| Anders Lundin              | Participe en tant que hôte : 1999                             | Concours Eurovision de la chanson 2000 |
| Petra Mede                 | Participe en tant que hôte : 2009 et 2016 (1re demi-finale)   | Concours Eurovision de la chanson 2013 |
| Petra Mede                 | Participe en tant que hôte : 2009 et 2016 (1re demi-finale)   | Concours Eurovision de la chanson 2016 |
| Petra Mede                 | Participe en tant que hôte : 2009 et 2016 (1re demi-finale)   | Concours Eurovision de la chanson 2024 |
| Måns Zelmerlöw             | Participe en tant que candidat : 2007; 2009; 2015; 2025       | Concours Eurovision de la chanson 2016 |
| Måns Zelmerlöw             | Participe en tant que hôte : 2010 et 2021 (Finale)            | Concours Eurovision de la chanson 2016 |

## Système de vote
Pour les demi-finales, c'est uniquement le public suédois qui décide du résultat, en votant par téléphone ou en utilisant l'application mobile du Melodifestivalen, dont les votes sont catégorisés par tranches d'âges.
En finale, le vote se divise en deux parties : La première partie est le résultat des jurys internationaux (anciennement régionaux). Depuis 2018, le même système de points qu'à l'Eurovision est utilisé : les jurés classent leurs 10 chansons préférées en leur attribuant 1, 2, 3, 4, 5, 6, 7, 8, 10 et 12 points, soit un total de 58 points par jury. La deuxième partie du vote est le vote du public, qui se déroule de la manière qu'en demi-finale, par téléphone ou en utilisant l'application mobile du Melodifestivalen.
Le résultat final est la somme obtenue par le vote du jury et par celui des téléspectateurs, qui comptent chacun pour 50 % du résultat final. Le gagnant est le participant ayant obtenu le score le plus élevé, et remporte alors le droit de représenter la Suède au Concours Eurovision de la chanson.

## Identité musicale et visuelle

### Style musical
Le style musical du Melodifestivalen est varié. On y retrouve principalement de la pop, mais également des ballades, du rock, du schlager, ou bien encore du R&B. Cette diversité se retrouve également dans les gagnants du Melodifestivalen.
- En 2009, la gagnante Malena Ernman interprète une chanson mi-français et mi-anglais, dans le style opéra-pop, intitulée La Voix[16].
- En 2016, Frans, le gagnant remporte avec une chanson de style slam, intitulée If I Were Sorry.

Tout comme à l'Eurovision, un orchestre a été utilisé jusqu'en 2000, à l'exception des éditions 1985 et 1986, pour raison d'économie.

### Identité visuelle
L'identité visuelle du Melodifestivalen est réalisée depuis 2002 par l'agence de création Dallas Sthlm.

Logo du Melodifestivalen
Logo du Melodifestivalen de 2002 à 2010.
Logo du Melodifestivalen de 2011 à 2015.
Logo actuel du Melodifestivalen depuis 2016.

## Popularité
Le Melodifestivalen est un événement majeur chaque année en Suède, et fais désormais partie de la culture populaire du pays. Chaque émission réunit plusieurs millions de personnes chaque semaine. En 2020, il a été estimé qu'une large majorité de suédois avaient regardé au moins une des émissions du festival lors de la dernière édition.
Le concours est notamment couvert médiatiquement par la SVT qui l'organise, mais également par les journaux tabloïd tels que Aftonbladet et Expressen.